# Nectamia savayensis
Nectamia savayensis és una espècie de peix pertanyent a la família dels apogònids.

## Descripció
- Pot arribar a fer 10 cm de llargària màxima.
- Cos rogenc o platejat.
- 8 espines i 9 radis tous a l'aleta dorsal i 2 espines i 8 radis tous a l'anal.[5][6][7]

## Alimentació
Menja ostracodes, amfípodes, gambes i poliquets.

## Hàbitat
És un peix marí, associat als esculls i de clima tropical que viu entre 3 i 25 m de fondària.

## Distribució geogràfica
Es troba des del mar Roig fins a l'illa d'Inhaca, les illes de la Línia, les Tuamotu, les illes Ryukyu i el sud de la Gran Barrera de Corall.

## Observacions
És inofensiu per als humans.